# ناصر نصیری
ناصر نصیری (زادهٔ ۱۳۴۷ در مغان) نمایندهٔ حوزهٔ انتخابیهٔ گرمی در دورهٔ هفتم مجلس شورای اسلامی بوده‌است.وی همچنین معاون سیاسی امنیتی سابق استاندار اردبیل و فرماندار پارس آباد مغان نیز بوده است. 